# Anežka Durynská
Anežka Durynská (německy Agnes von Thüringen, 1205? – po 1244) byla saská vévodkyně z dynastie Ludowingů.

## Život
Narodila se jako druhá dcera durynského lantkraběte Heřmana a jeho druhé choti Žofie, dcery Oty Bavorského. 29. listopadu 1225 se na základě papežského dispenzu v Norimberku provdala za Jindřicha, syna rakouského vévody a Jindřichova sestra Markéta stala chotí mladého Jindřich Štaufského, který byl dosud zasnouben s Anežkou Přemyslovnou, budoucí světicí. Slavnost byla zkalena vraždou kolínského arcibiskupa Engelberta. Z manželství s mladým Babenberkem se narodila jediná dcera Gertruda, budoucí držitelka Privilegia minus. Krátce poté, roku 1227 či 1228, Jindřich zvaný svými současníky Ukrutný zemřel.
Okolo roku 1229 se Anežka znovu provdala. Na pouti do Svaté země se setkala se saským vévodou Albrechtem, svým bývalým švagrem a v Akkonu se stala jeho druhou ženou. Zemřela po roce 1247 a byla pohřbena v babenberském rodovém klášteře Heiligenkreuz.